# Petya

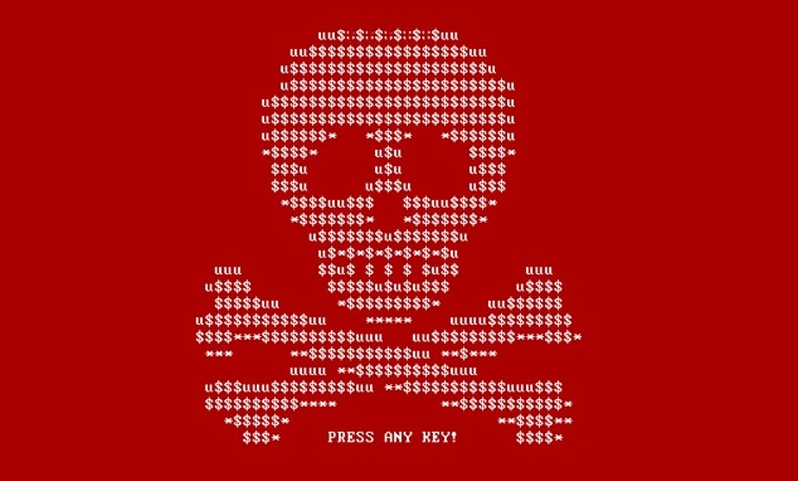
OSの再起動後に表示されるドクロマーク

Petya（ペトヤまたはペチャ） は Windows を標的としたマルウェアおよびランサムウェアの一種であり、背景色の赤い画面をフルスクリーンで表示し画面の中央にドクロマークを表示されたあと(ファイルを復元するための金額)300ドルのビットコインでの身代金の支払いを要求し、かつ自動的にMFT(マスター・ファイル・テーブル)やコンピューターのファイルの暗号化を開始したりOSのMBR(マスター・ブート・レコード)を書き換えることでコンピューターのOSを使用不能にさせるマルウェアおよびランサムウェアの一種である。

## 感染方法
感染方法としてはドキュメントファイルなどに装ったファイルを開くことで感染することが多い。

その後 Petya を自動的にバックグラウンドでインストールしてしまい完了するとOSが自動的に再起動し Petya に感染してしまうのである。

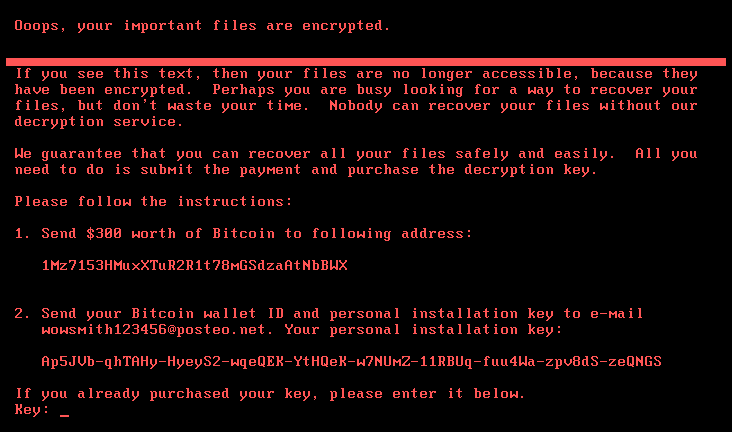
警告画面および身代金を要求する画面

OSを再起動後、背景色の赤い画面をフルスクリーンで表示し画面の中央にドクロマークを表示されたあと(ファイルを復元するための金額)300$のビットコインでの身代金の支払いを要求し、かつ自動的にMFT(マスター・ファイル・テーブル)やコンピューターのファイルの暗号化を開始したりOSのMBR(マスター・ブート・レコード)を書き換えることでコンピューターのOSを使用不能にさせるマルウェアおよびランサムウェアの一種である。
Petya は EternalBlue を利用してコンピューターの脆弱性を狙って感染する。

## EternalBlue
EternalBlue（エターナルブルー）はかつてアメリカ国家安全保障局によって開発されたものでありエクスプロイトの一つである。
しかし、あるハッカー集団よって悪用および盗み取られるのである。
EternalBlue とはコンピューターのシステムなどの脆弱性を狙って攻撃し感染する。
特に Wannacry も EternalBlue を利用した一つである。

## 感染が始まった時期および感染させるターゲット
2016年3月に登場した Petya は、最初はウクライナで起こったが次第にほとんどが世界中の一部の公共団体や企業、公共交通機関、銀行などから感染が始まった。
感染したコンピューターのほとんどが Windows 7 を使用していたことがわかった。
そのため、 Avast!や総務省、IPAなどは Petya に注意を呼びかけている。

## Petya の亜種
また Petya の亜種が存在することが確認された。
その一つとしてNyetyaが存在する。ただこれはPetyaとは全く別物との見方もある